# Charalampos Angourakis
Charalampos (Babis) Angourakis (griechisch: Μπάμπης Αγγουράκης, * 19. Januar 1951 in Bukarest; † 12. Mai 2014) war ein griechischer Politiker der KKE.

## Leben
Angourakis erwarb 1973 das Diplom für Informationsverarbeitung an der Technischen Universität Dresden und promovierte dort auch in diesem Fach. In dieser Zeit war der erlernte Ingenieur auch als Mitarbeiter an der TU Dresden tätig. Ab 1975 gehörte er zehn Jahre lang dem Zentralrat der Kommunistischen Jugend Griechenlands an, 1985 wechselte er in das Zentralkomitee der KKE. Von 1997 bis 2000 gehörte er dem Griechischen Parlament an, in dem er den ersten Wahlkreis von Athen vertrat. In diesem Zeitraum war er auch Mitglied der Parlamentarischen Versammlung des Europarats. Am 21. Oktober 2009 rückte er für den ausgeschiedenen Athanasios Pafilis in das Europäische Parlament nach.